# Atitlán Lacus
L'Atitlán Lacus è una struttura geologica della superficie di Titano.